# Henry M. Youmans
Henry Melville Youmans (* 15. Mai 1832 in Otego, Otsego County, New York; † 8. Juli 1920 in Saginaw, Michigan) war ein US-amerikanischer Politiker. Zwischen 1891 und 1893 vertrat er den Bundesstaat Michigan im US-Repräsentantenhaus.

## Werdegang
Henry Youmans besuchte die öffentlichen Schulen seiner Heimat und arbeitete danach zehn Jahre lang für die Eisenbahngesellschaft York & Erie Railroad. Im Jahr 1862 zog er nach East Saginaw im Staat Michigan, wo er zwischen 1863 und 1878 in der Holz- und Salzindustrie tätig war. Danach lebte er von 1878 bis 1884 in St. Clair, wo er weiter in der Holzbranche, aber auch in der Landwirtschaft arbeitete. Anschließend kehrte er nach East Saginaw zurück. Dort war er in den Jahren 1886 und 1887 Bürgermeister. Außerdem wurde er viermal in den Gemeinderat dieses Ortes gewählt.
Politisch war Youmans Mitglied der Demokratischen Partei. Bei den Kongresswahlen des Jahres 1890 wurde er im achten Wahlbezirk von Michigan in das US-Repräsentantenhaus in Washington, D.C. gewählt, wo er am 4. März 1891 die Nachfolge von Aaron T. Bliss antrat. Da er im Jahr 1892 dem Republikaner William S. Linton unterlag, konnte er bis zum 3. März 1893 nur eine Legislaturperiode im Kongress absolvieren. In dieser Zeit war er Vorsitzender des Ausschusses zur Kontrolle der Ausgaben für staatliche Liegenschaften.
In den Jahren 1896 und 1897 saß Youmans im Senat von Michigan. Außerdem arbeitete er in Bridgeport in der Landwirtschaft. Er starb am 8. Juli 1920 in Saginaw.